# Potemnemus hispidus
Potemnemus hispidus är en skalbaggsart som beskrevs av J. Linsley Gressitt 1952. Potemnemus hispidus ingår i släktet Potemnemus och familjen långhorningar. Inga underarter finns listade i Catalogue of Life.